# Kors i taket
För uttrycket, se Lista över svenska idiomatiska uttryck#K
Kors i taket (originaltitel: Merry Andrew) är en amerikansk romantisk musikalfilm från 1958 med Danny Kaye i huvudrollen.

## Handling
Andrew Larrabee arbetar som lärare på den skola där hans far Matthew är rektor. Trots att sonen är mycket populär bland sina elever anser den konservative fadern att undervisningsmetodiken är inte bara okonventionell utan även förkastlig. Andrews specialområde är arkeologi och han hoppas att en dag göra sin far stolt genom sitt arbete i ämnet. Under ett skollov ger sig Andrew av på cykel mot ett gammalt ruinområde i Sussex där han hoppas finna en romersk statyett av guden Pan. En lyckad utgrävning skulle inte bara skänka faderns respekt, Andrew skulle även få råd att äkta sin fästmö sedan fem år, Letitia Fairchild.
Väl framme möts Andrew av ett kringresande cirkussällskap, the Gallini family traveling circus, som just blivit avvisade från platsen av markens ägare Lord Elmwood. Det visar sig att Elmwood och Andrew Larrabee är gamla studiekamrater från Oxford, och efter lite kohandel får Andrew och cirkusfamiljen stanna på området en vecka. Utgrävningar påbörjas och genom diverse förvecklingar hamnar Andrew även i rollen som cirkusartist. En synnerligen invecklad vecka med vilda djur, kärleksförvecklingar, missförstånd och statyetter tar vid, allt till muntra sånger genom resten av föreställningen.

## Rollista i urval
- Danny Kaye - Andrew Larabee
- Pier Angeli - Selena Gallini
- Salvatore Baccaloni - Antonio Gallini
- Patricia Cutts - Letitia Fairchild
- Noel Purcell - Matthew Larabee
- Robert Coote - Dudley Larabee
- Rex Evans - Gregory Larabee
- Tommy Rall - Ugo Gallini
- Walter Kingsford - Mr. Fairchild
- Rhys Williams - Poliskonstapel

## Låtlista
- Pipes of Pan
- Chin Up, Stout Fellow
- Everything is Ticketty-Boo
- You Can't Always Have What You Want
- The Square of the Hypotenuse
- Salud (Buona Fortuna)

Filmens soundtrack släpptes på CD av skivbolaget DRG år 2006.